# Судьба Золтана Карпати
«Судьба Золтана Карпати» (венг. „Kárpáthy Zoltán“, другие названия: «Венгерский набоб 2: Судьба Золтана Карпати», «Золтан Карпати») — венгерский художественный фильм 1966 года, снятый режиссёром Зольтаном Варконьи по одноименному роману Мора Йокаи. Производство студии «Гунния».
Фильм является продолжением фильма «Венгерский набоб» (1966).

## Сюжет
В центре сюжета борьба за деньги, за золото, ущербность людей, слепо поклоняющихся золотому тельцу в Венгерском королевстве.
В журнале «Спутник кинозрителя» за август 1967 года пишется:

В фильме «Судьба Золтана Карпати» действуют те же герои, что и в «Венгерском набобе», с той лишь разницей, что на смену Яношу Карпати приходит его сын — Золтан. Конфликт все тот же — борьба за деньги, за золото. Стремление во что бы то ни стало, любыми средствами стать богатыми и здесь движет всеми поступками героев. С большой обличительной силой показывает М. Йокаи, а вслед за ним и создатели фильма, буржуазное общество, нравственно уродливый мир, ущербность людей, слепо поклоняющихся золотому тельцу.
Сценарист Янош Эрдёди и режиссёр Зольтан Варконьи бережно «перенесли» роман Мора Йокаи на экран, сохранив в фильме, за небольшим исключением, почти все сюжетные линии, все персонажи литературного первоисточника. Но ещё бережнее они подошли к тому, что мы обычно называем душой, духом произведения, — мыслям, идеям Йокаи, стилю замечательного венгерского прозаика. Они нигде и ни в чем не стремились модернизировать произведения Йокаи.

## В ролях
- Иштван Ковач — Золтан Карпати (дубляж — Александр Белявский)
- Золтан Латинович — Рудольф Сентирмай (дубляж — Феликс Яворский)
- Лайош Башти — Миклош Вешшеленьи
- Зольтан Варконьи — Маслацкий, юрист (дубляж — Олег Мокшанцев)
- Ева Рутткаи — Флора Сентирмай (дубляж — Светлана Коновалова)
- Вера Семере
- Вера Венцель — Катинка (дубляж — Антонина Кончакова)
- Юдит Халас — Вилма
- Мария Шуйок — Майерн
- Тибор Бичкеи (дубляж — Владимир Ферапонтов)
- Иван Дарваш — Абеллино Карпати (дубляж — Артём Карапетян)
- Карой Ковач — Даниель (дубляж — Константин Тыртов)
- Нандор Томанек
- Бела Барши — Тарнавари
- Дьёрдь Линка
- Нора Табори
- Геза Торди
- Дьёрдь Барди — Даброни (дубляж — Геннадий Юдин)
- Габор Агарди — Андраш Кутифальви
- Дьюла Бенкё
- Ласло Чаканьи
- Иштван Будаи
- Янош Гарич
- Шандор Шименфальви
- Ида Шименфальви
- Йожеф Вандор
- Дьюла Камараш